# شمس الأنصاري (مسلسل)
شمس الأنصاري، مسلسل تلفزيوني مصري عرض في رمضان 1433هـ/2012م.

## قصة المسلسل
ملحمة درامية تدور أحداثها حول البطل الشعبي شمس الأنصاري (محمد سعد)، الذي يحاول تحقيق العدل ومواجهة الفساد، مما يجعله يواجه العديد من التحدّيات، ويمر بالعديد من الصعاب.

## بطولة
| - محمد سعد:شمس الأنصاري - فاروق الفيشاوي - لقاء الخميسي - أحمد عزمي - أحمد سعيد عبد الغني - محمود الجندي - سعيد عبد الغني - نجلاء بدر - أحمد سلامة - رامي وحيد | - سعيد طرابيك - عايدة رياض - سميرة محسن - شعبان حسين - عفاف رشاد - محمود مسعود - علاء زينهم - محمد الصاوي - عهدي صادق - حمدي هيكل | - إيمان مسعود - محمد نصر - دعاء طعيمة - أشرف طلبة - محمد جمعة - سعيد الصالح - محمد متولي - صبري عبد المنعم - د. علاء قوقة |

الأطفال
- نور سعد:شمس طفلا
- كريم سعد:حمادة طفلا
- يس سعد: نزيه طفلا
- مريم جمال:عزيزة